# Salomonöarnas provinser
Salomonöarna är indelat i 10 administrativa områden varav nio är provinser och Honiara, huvudstaden, som är ett huvudstadsterritorium. 
| Nr  | Provins                       | Huvudstad   | Yta (km²) | Invånare census 1999 | Densitet km² (1999) | Invånare beräknat 2009 |
| --- | ----------------------------- | ----------- | --------- | -------------------- | ------------------- | ---------------------- |
| 1   | Central                       | Tulagi      | 615       | 21,577               | 35.1                | 24,226                 |
| 2   | Choiseul                      | Taro Island | 3,837     | 20,008               | 5.2                 | 24,060                 |
| 3   | Guadalcanal (1)               | Honiara     | 5,336     | 60,275               | 11.3                | 79,555                 |
| 4   | Isabel                        | Buala       | 4,136     | 20,421               | 4.9                 | 23,209                 |
| 5   | Makira-Ulawa                  | Kirakira    | 3,188     | 31,006               | 9.7                 | 38,123                 |
| 6   | Malaita                       | Auki        | 4,225     | 122,620              | 29.0                | 143,852                |
| 7   | Rennell och Bellona           | Tigoa       | 671       | 2,377                | 3.5                 | 2,174                  |
| 8   | Temotu                        | Lata        | 895       | 18,912               | 21.1                | 21,190                 |
| 9   | Western                       | Gizo        | 5,475     | 62,739               | 11.5                | 83,759                 |
| n/a | Honiara huvudstadsterritorium | Honiara     | 22        | 49,107               | 2,232.1             | 78,190                 |
|     | Salomonöarna                  | Honiara     | 28,400    | 409,042              | 14.4                | 518,338                |

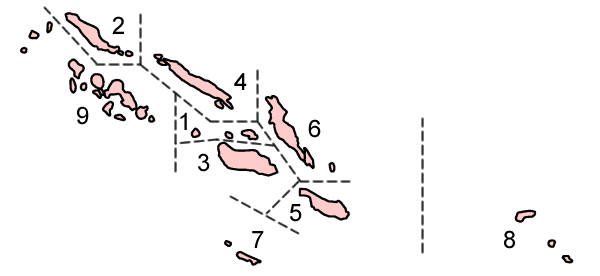
Salomonöarnas provinser

(1) exklusive Honiaras huvudstadsterritorium